# Kryterium Eisensteina
Kryterium Eisensteina (lub kryterium Eisensteina-Schönemanna) – kryterium badania nierozkładalności wielomianów o współczynnikach z pewnego pierścienia z jednoznacznym rozkładem w pierścieniu wielomianów o współczynnikach z ciała ułamków wyjściowego pierścienia. Początkowo sformułowane dla wielomianów o współczynnikach całkowitych. Twierdzenie to zwyczajowo nazywane jest kryterium Eisensteina, jednak pierwszym autorem był Schönemann, który udowodnił je w 1846.

## Twierdzenie
Niech {\displaystyle P} będzie pierścieniem z jednoznacznym rozkładem i niech {\displaystyle K} będzie jego ciałem ułamków. Niech
{\displaystyle f(x)=a_{n}x^{n}+a_{n-1}x^{n-1}+a_{n-2}x^{n-2}+\ldots +a_{1}x+a_{0}}
będzie wielomianem o współczynnikach z pierścienia {\displaystyle P.} Jeśli istnieje element pierwszy {\displaystyle p\in P} taki, że
{\displaystyle p\mid a_{0},p\mid a_{1},\dots ,p\mid a_{n-1},p\nmid a_{n}} oraz {\displaystyle p^{2}\nmid a_{0},}
to wielomian {\displaystyle f} jest nierozkładalny w pierścieniu {\displaystyle K[x].}

### Szczególny przypadek
Jeśli {\displaystyle P} jest pierścieniem liczb całkowitych, to jego ciałem ułamków jest ciało liczb wymiernych. Wystarczy wówczas zastąpić zwrot element pierwszy przez liczba pierwsza.

## Przykłady
- Wielomian {\displaystyle f(x)=x^{n}+3x+3} jest nierozkładalny na mocy kryterium Eisensteina dla {\displaystyle p=3.}
- Jeśli {\displaystyle p} jest liczbą pierwszą, to wielomian

{\displaystyle f(x)={\frac {x^{p}-1}{x-1}}=x^{p-1}+x^{p-2}+\ldots +x+1}
jest nierozkładalny w ciele liczb wymiernych. Istotnie,
{\displaystyle f(x+1)={\frac {(x+1)^{p}-1}{x}}={\frac {1}{x}}\left(x^{p}+{p \choose 1}x^{p-1}+\ldots +{p \choose {p-1}}x\right)=x^{p-1}+{p \choose 1}x^{p-2}+\ldots +{p \choose {p-1}},}
gdzie {\displaystyle p \choose k} oznacza symbole Newtona, na przykład {\displaystyle {p \choose {p-1}}=p.}
Wszystkie współczynniki tego wielomianu z wyjątkiem najstarszego są podzielne przez {\displaystyle p,} ale {\displaystyle p^{2}} nie dzieli {\displaystyle p,} zatem z kryterium Eisensteina wynika, że wielomian ten jest nierozkładalny w ciele liczb wymiernych.